# Grallaricula lineifrons
El ponchito medialuna, tororoi medialuna (en Colombia) o gralarita medialuna (en Ecuador) (Grallaricula lineifrons) es una especie de ave paseriforme perteneciente al género Grallaricula de la familia Grallariidae, anteriormente incluida en la familia Formicariidae. Es nativo de los Andes del sur de Colombia y Ecuador.

## Distribución y hábitat
Se distribuye por los Andes centrales del sur de Colombia (este de Cauca) y este de Ecuador (hacia el sur hasta el río Zamora).
Se encuentra en el sotobosque del bosque enano denso de la alta montaña de los Andes, entre los 2900  y 3400 m de altitud. Ha sido encontrado entre vegetación de menos de 3 m de altura, con abundante epitismo.

## Descripción
Mide en promedio 11,5 cm de longitud. Cabeza gris pizarra a negruzca con medialunas blancas adelante del ojo que presentan manchas ocráceas abajo y una franja negra entre ellas en la garganta, una pequeña mancha blanca detrás del ojo, y parches color ocre a ambos lados de la nuca. Dorso marrón oliváceo oscuro; pecho con pintas ante ocráceo y negruzcas, vientre con pintas blancuzcas y negras.